# قرار مجلس الأمن التابع للأمم المتحدة رقم 1602
قرار مجلس الأمن التابع للأمم المتحدة رقم 1602، المتخذ بالإجماع في 31 أيار / مايو 2005، بعد الإشارة إلى القرارات 1545 (2004) و1565 (2004) و1577 (2004) و1596 (2005) بشأن الحالة في بوروندي، مدد المجلس ولاية عملية الأمم المتحدة في بوروندي لمدة ستة أشهر حتى 1 كانون الأول / ديسمبر 2005.

## القرار

### أعمال
ودعا المجلس، بموجب الفصل السابع من ميثاق الأمم المتحدة، الأطراف البوروندية إلى ضمان استقرار البلد خلال الفترة الانتقالية والمصالحة الوطنية. وانتظر المجلس تقرير الأمين العام كوفي عنان بشأن دور الأمم المتحدة في بوروندي وكيف يمكنها دعم عملية السلام، بما في ذلك إعادة الهيكلة المحتملة لولاية عملية الأمم المتحدة وقوتها. بالإضافة إلى ذلك، تطلع المجلس إلى اقتراح الأمين العام بإنشاء آلية دعم ما بعد المرحلة الانتقالية في بوروندي.
وأخيرا، رحب مجلس الأمن بمحاولات عملية الأمم المتحدة في بوروندي لتنفيذ سياسة عدم التسامح مطلقا بشأن الاستغلال الجنسي، وطُلب من الأمين العام تقديم تقرير عن الحالة في بوروندي على فترات منتظمة.

## روابط خارجية
- نص القرار في undocs.org